# Matthias Jaissle
Matthias Jaissle (nascut el 5 d'abril de 1988 a Nürtingen) és un exfutbolista alemany que jugava com a defensa, i posteriorment entrenador de futbol.